# Kostel svatého Bartoloměje (Hrušovany)
Římskokatolický kostel svatého Bartoloměje stával na hřbitově mezi rybníky uprostřed návsi v Hrušovanech v okrese Chomutov. Až do svého zániku v roce 1966 býval farním kostelem ve farnosti Hrušovany u Chomutova.

## Historie
První písemná zmínka o hrušovanském kostelu pochází z roku 1352, ale farář je doložen až v roce 1384. Roku 1411 získal zdejší farář příslib placení jedné kopy grošů po dobu čtyř let od pražského kanovníka Jaxa Gina. O čtyři roky později dostal kostel jednu kopu grošů z mlýna ve Voděradech. V době na přelomu šestnáctého a sedmnáctého století byl kostel protestantský a ve vesnici nebyla fara. Výše kostelního majetku dosahovala roku 1863 částky 12 730 zlatých a roční příjem 895 zlatých.
Podoba, ve které se kostel dochoval do dvacátého století, však pocházela až z barokní přestavby provedené roku 1678 a dalších úprav z roku 1772. Ze starší stavby zůstala pouze věž postavená až v roce 1655. Střecha věže byla z roku 1789. Technický stav kostela byl na počátku padesátých let dvacátého století velmi špatný, ale biskupství nemělo peníze na opravu, takže se nepodařilo zabránit dalšímu chátrání. Roku 1962 došlo k vykradení a poničení krypty. O dva roky později byla zrušena památková ochrana a v roce 1966 byl kostel i se sousedním zámkem zbořen.

## Stavební podoba
Jednolodní kostel měl obdélný půdorys ukončený užším půlkruhově uzavřeným presbytářem, u jehož severní strany stála hranolová věž s přízemní sakristií. Interiér věže osvětlovala střílnovitá okénka a ukončovala ji cibulová střecha s lucernou. Uprostřed tříosého západního průčelí býval obdélný vchod zdobený rokajovou kartuší s chomutovským znakem. Ve vrchní části bylo průčelí zdůrazněno trojúhelníkovým štítem se sochou Panny Marie ve výklenku. Další sochy svatého Václava a svatého Jana Nepomuckého byly umístěny ve výklencích po stranách vstupu. Boční stěny byly rozděleny toskánskými pilastry s vysokým kladím, vlysem a odstupňovanou římsou. Loď osvětlovala půlkruhově uzavřená okna v bočních stěnách a strop byl řešen valenou klenbou s lunetami. Valená klenba s konchou byla použita také v presbytáři odděleném půlkruhovým vítězným obloukem.
U kostela se nacházel hřbitov obklopený hřbitovní zdí. Na jihu před zeď vystupovala okrouhlá bašta a kostelní věž byla údajně vybavena střílnami, takže se pravděpodobně jednalo o opevněný kostel.

## Zařízení
Hlavní oltář tvořila pilastrová architektura s volutovým kladím a rokajovou řezbou z poloviny osmnáctého století. Obraz svatého Bartoloměje od J. Sternenfelse z roku 1860 doplňovaly sochy svatého Petra a svatého Pavla. Kromě něj byly v kostele dva boční oltáře: edikulový oltář zasvěcený Panně Marii se sochami světců (svatý Florián, svatý Jan Nepomucký) a oltář svaté Anny. Zařízení kostela doplňovala kamenná křtitelnice s válcovou nohou a polygonální prstencovou a polokulovou kupou z roku 1596 s cínovou mísou z roku 1832, kazatelna, novorománské varhany ze druhé poloviny devatenáctého století a sochy svatého Jáchyma a svatého Josefa.